# Ван Брандт, Альфонс
Альфонс «Фонс» ван Брандт (нидерл. Alfons Fons Van Brandt; 24 июня 1927, Кессел, Бельгия — 24 августа 2011) — бельгийский футболист, игрок национальной сборной (1950—1957).

## Карьера
Юниором играл за «Кессель». Клубную карьеру провел, выступая за клуб Льерс. Футболист года в Бельгии (1955).
В составе национальной сборной провел 38 матчей, дебютировав в ноябре 1950 г. с победы в товарищеском матче над сборной Нидерландов со счетом 7:2.
Был участником чемпионата мира в Швейцарии (1954).